# Teatro Variedades (Quito)
El Teatro Variedades (Teatro Ernesto Albán) es un edificio de tipo cultural dedicado al teatro, ubicado en el Centro Histórico de la ciudad de Quito (Ecuador). Se trata de un espacio que sirve como complemento del Teatro Nacional Sucre, en el que se presentan espectáculos pequeños que no ameritan abrir uno de mayor capacidad de audiencia.
El edificio es parte de la Fundación Teatro Nacional Sucre, que también administra el Teatro Nacional Sucre, el Teatro México, el Centro Cultural Mama Cuchara, la Casa de la Fundación y el Café del Teatro. Está ubicado en el último tramo peatonizado de la calle Flores, en una de las esquinas de la conocida Plaza del Teatro, en donde también se encuentra el Teatro Sucre.
Construido desde el año 1913 por orden del empresario quiteño Jorge Cordovez, el proyecto del edificio de estilo art nouveau estuvo a cargo del arquitecto italiano Giacomo Radiconcini, y fue inaugurado el 12 de abril de 1914 con proyecciones de cine mudo. En la década de 1940 pasó a ser parte de la Cadena de Cines Mantilla, convirtiéndose en el entonces conocido Cine Variedades, y funcionó exclusivamente como sala de cine hasta 1994 cuando el inmueble fue comprado nuevamente por el municipio de la ciudad.
Tras la venta del Variedades al Municipio de Quito, el Fondo de Salvamento del Patrimonio Cultural (FONSAL) se encargó de su rehabilitación, la cual duró 20 meses. A partir de ese momento, y por decisión del Cabildo Quiteño, el teatro acogió el nombre del primer actor ecuatoriano Ernesto Albán.
El moderno escenario cuenta con las siguientes especificaciones:
- Ancho: 10m
- Boca: 7,70m
- Fondo: 7m
- Parrilla: 14m

Su rehabilitación ha permitido albergar una programación múltiple y experimental, inclusive abrir el espacio a nuevos talentos artísticos en los diferentes géneros.